# Telescopus hoogstraali
Telescopus hoogstraali – gatunek bliskowschodniego węża z rodziny połozowatych (Colubridae).

## Systematyka
Populacja zamieszkująca Jordanię może należeć do osobnego podgatunku.
Łuskonośne te zalicza się do rodziny połozowatych, do której zaliczano je od dawna. Starsze źródła również umieszczają Telescopus w tej samej rodzinie Colubridae, używając jednak dawniejszej polskojęzycznej nazwy: wężowate albo węże właściwe. Poza tym Colubridae zaliczają do infrapodrzędu Caenophidia, czyli węży wyższych. W obrębie rodziny rodzaj Telescopus należy natomiast do podrodziny Colubrinae.

## Rozmieszczenie geograficzne
Telescopus hoogstraali występuje na Bliskim Wschodzie. W Egipcie spotyka się go w północnej części Synaju (dokładniej Gebel Maghara), zamieszkuje też południową część półwyspu Synaj (Santa Catarina). W Izraelu żyje na pustyni Negew. Populacja jordańska zamieszkuje okolice Petry.
Tereny, na których żyje ten połozowaty, leżą na wysokości nie przekraczającej 1500 m n.p.m. Są to pustynne stepy, na których rocznie spada 10–15 cm opadów atmosferycznych.

## Zagrożenia i ochrona
Jest to gad rzadki, a jego liczebność spada. IUCN nie ma danych na temat zagrożeń panujących w Izraelu, w Egipcie wymienia natomiast wypas zwierząt, górnictwo, śmierć na drogach, zbiórkę drewna na opał, nadmierny odłów w celach naukowych.
Występuje w dwóch obszarach chronionych (Park Narodowy Świętej Katarzyny, Rezerwat biosfery Dana).